# Notazione grafica musicale
La notazione grafica musicale è un sistema di rappresentazione visiva delle informazioni musicali attraverso una notazione musicale che utilizza dei simboli e delle indicazioni testuali non convenzionali, al di fuori del tradizionale sistema di notazione musicale, per indicare il modo in cui deve essere interpretato un brano musicale. Può essere utilizzata in combinazione o al posto della notazione musicale tradizionale ed è usata spesso nella musica sperimentale, che molto frequentemente è difficile trascrivere utilizzando la notazione standard. Divenne popolare negli anni '50 e fu influenzata dalle tendenze dell'arte visiva contemporanea, introducendo elementi stilistici dell'arte moderna nella musica. Uno dei precursori di questa tecnica fu Earle Brown, che, insieme a John Cage, cercò di liberare gli esecutori dai vincoli della notazione e renderli partecipanti attivi nella creazione della musica. Assume un valore particolare con Karlheinz Stockhausen e Christian Wolff che fu tra i primi a farne uso completamente nuovo. Fra gli sperimentatori di semiologie inedite in Europa vanno ricordati, fra gli altri, i compositori Roman Haubenstock-Ramati, Anestis Logothetis e Jim Grimm.

## Caratteristiche
La notazione grafica si caratterizza per la sua variabilità e mancanza di standardizzazione. Secondo l'Enciclopedia di Musica dello Studente di Baker, Vol. 1, "la notazione grafica viene utilizzata per indicare l'altezza estremamente precisa (o intenzionalmente imprecisa) o per stimolare comportamenti o azioni musicali nell'esecuzione". La notazione grafica moderna si basa molto sull'immaginazione e l'ispirazione di ogni singolo esecutore per interpretare il contenuto visivo fornito dal compositore. A causa di questa relativa libertà, la realizzazione delle composizioni con notazione grafica varia di solito da esecuzione a esecuzione. Ad esempio, nella notazione "E" della sua composizione Concert for Piano and Orchestra, John Cage scrive: "Suona con le mani indicate. Dove differiscono le chiavi di violino, una nota è o bassa o acuta", un'indeterminatezza che non è insolita nel lavoro di Cage e che lascia la decisione interpretativa all'esecutore. Alcune partiture grafiche possono essere definite come basate sull'azione, in cui i gesti musicali sono trascritti come forme invece delle forme convenzionali.
L'uso della notazione grafica all'interno di una partitura può variare ampiamente, dall'essere costituita interamente da notazione grafica a essere solo una piccola parte di una partitura principalmente tradizionale. Alcuni compositori includono spiegazioni scritte per aiutare l'esecutore nell'interpretazione della notazione grafica, mentre altri lasciano completamente all'esecutore l'interpretazione. La notazione grafica è difficile da caratterizzare in modo specifico, poiché il sistema di notazione è limitato solo dall'immaginazione e dalla capacità del compositore. Sebbene alcuni compositori, come John Cage, formulino sistemi di notazione grafica che unificano l'approccio di composizioni specifiche o di diverse composizioni, non esiste un consenso universale sui parametri della notazione grafica e sul suo utilizzo.

## Storia

### Origini

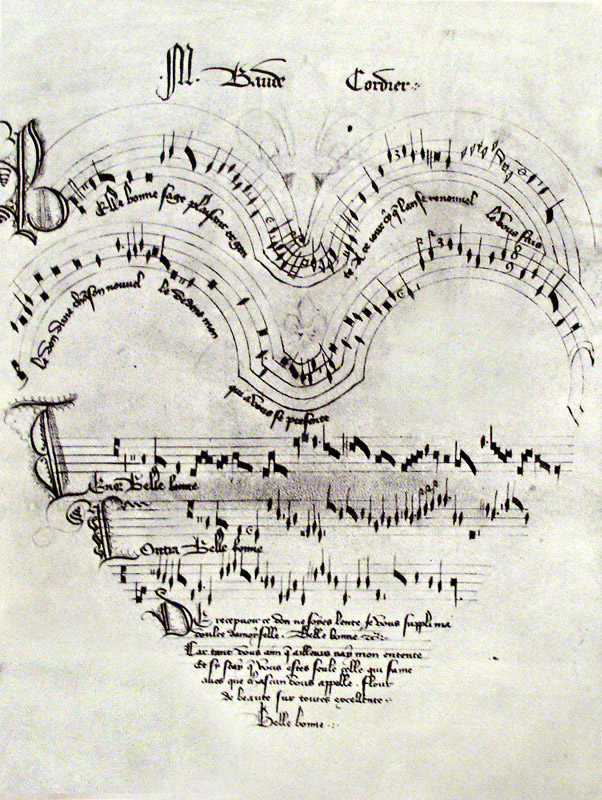
Il manoscritto a forma di cuore della chanson Belle, Bonne, Sage.

Sebbene il suo utilizzo più popolare sia avvenuto nel mezzo del ventesimo secolo, le prime prove di notazione grafica risalgono molto prima. Originariamente chiamate musica visiva, queste partiture grafiche presentano molte somiglianze con le partiture di compositori come George Crumb. Uno dei primi esempi sopravvissuti di musica visiva è Belle, Bonne, Sage di Baude Cordier, compositore rinascimentale. La sua partitura, disegnata a forma di cuore, era intesa ad arricchire il significato della chanson. Caratteristiche dell'Ars subtilior, "gli esperimenti con segni mensurali, forme grafiche e colori erano spesso un elemento del design musicale - per l'effetto visivo, piuttosto che necessariamente uditivo". Un altro esempio di musica visiva dell'Ars subtilior è La harpe de melodie di Jacob Senleches, in cui le voci sono indicate su un pentagramma che sembra essere le corde di un'arpa. La popolarità della musica visiva diminuì dopo il movimento umanista del XVI secolo, per poi essere rivitalizzata nel ventesimo secolo, quando l'uso delle partiture grafiche tornò in primo piano.
Nel XIX secolo, l'educatore musicale Pierre Galin sviluppò un metodo di notazione musicale noto come sistema Galin-Paris-Chevé, basandosi su un sistema di notazione creato nel XVIII secolo da Jean-Jacques Rousseau. Questo sistema utilizzava numeri per indicare i gradi della scala e punti sopra o sotto la nota per indicare se si trovavano nell'ottava più bassa o più alta. L'ottava centrale, rispetto all'esempio, non conteneva punti. I bemolle e i diesis erano indicati con una barra rovesciata e una barra in avanti, rispettivamente. Le prolunghe delle note erano indicate con dei punti, mentre il silenzio era indicato con il numero zero. Questo metodo veniva principalmente utilizzato per insegnare il solfeggio. L'uso di simboli per indicare la direzione musicale è stato paragonato a una versione precedente della notazione grafica.

### Ventesimo secolo

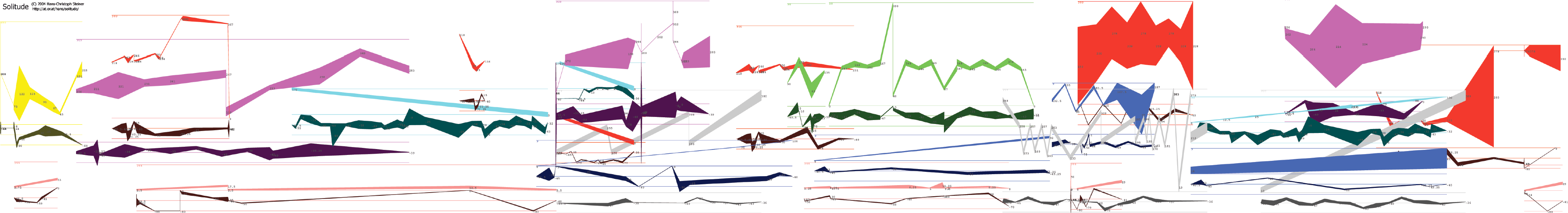
Spartito per Solitude di Hans-Christoph Steiner

Nel XX secolo, la notazione grafica musicale ha subito notevoli trasformazioni a causa delle innovazioni stilistiche. Questo secolo è stato particolarmente ricco di sviluppi in campo musicale, che hanno portato alla sperimentazione di nuove forme di notazione per rappresentare le avanguardie sonore. Ciò ha comportato l'ideazione di una simbologia adatta, modellata e allineata alle nuove tendenze musicali.
La musica sperimentale è apparsa negli Stati Uniti e in Europa negli anni '50, quando molti dei parametri tradizionali della musica, iniziarono ad essere messi in discussione. La musica aleatoria, la musica indeterminata, la musica concreta e la musica elettronica sfidarono concetti ritenuti indiscutibili, come il tempo musicale e la funzione del musicista, introducendo audacemente nuovi elementi nello spazio musicale in tutte le sue dimensioni, con le loro profonde implicazioni e sfide ontologiche. Questi sviluppi modificarono anche i ruoli del compositore, dell'interprete e del pubblico, assegnando loro nuove funzioni da esplorare.
In questo contesto, lo spartito, che fino ad allora era stato considerato perlopiù un mero supporto per la scrittura musicale, ha iniziato a flirtare con i limiti dell'opera e della sua identità. Questo connubio ha dato vita a tre approcci: il primo considerava lo spartito come una rappresentazione di suoni organizzati; il secondo lo concepiva come un'estensione del suono stesso; mentre il terzo lo considerava un'entità musicale indipendente, una forma di musica visiva con una sua autonomia intrinseca, separata dal suono.
Lo spartito acquisì nuovi significati, trasformandosi da un mero supporto sonoro in un'estensione dell'opera stessa o addirittura in un'opera a sé stante, divenendo un elemento altrettanto rilevante dei suoni e dei silenzi che contiene, se non di maggiore importanza. Queste concezioni richiedevano un nuovo linguaggio e una nuova interpretazione di ciò che è considerato musicale. Inoltre, era necessaria una nuova notazione che riflettesse i cambiamenti in atto nelle avanguardie artistiche, incorporandoli e conferendo loro una nuova semantica. In questo modo, influenzata dalla relazione porosa tra la musica sperimentale e le arti visive, la notazione ha sempre più dialogato con la pittura, le installazioni e la performance. Come afferma J.Y. Bosseur ne La musique du XX siècle à la croisé des artes, lo spartito ha evoluto verso una rappresentazione della gestione dello spazio, creando uno spazio grafico che ci permette di esplorare le molteplici connessioni che esso contiene.
La notazione grafica nella sua forma moderna è apparsa per la prima volta negli anni '50 come evoluzione del movimento dell'indeterminatezza introdotto da John Cage. La tecnica è stata originariamente utilizzata da musicisti d'avanguardia ed è emersa come l'uso di simboli per trasmettere informazioni che non potevano essere rappresentate con la notazione tradizionale, come le tecniche estese. Le partiture grafiche si sono evolute, fin dalla loro concezione, in due categorie ampiamente definite: la creazione di nuovi sistemi di notazione utilizzati per comunicare specifiche tecniche musicali e l'uso di notazioni concettuali come forme, disegni e altre tecniche artistiche che sono destinate a evocare l'improvvisazione da parte dell'esecutore. 
Esempi della prima categoria includono Projection 1 di Morton Feldman, che è il risultato del disegno di forme astratte su carta a griglia, e Prozession di Karlheinz Stockhausen. Esempi della seconda categoria includono December 1952 di Earle Brown e Treatise di Cornelius Cardew, scritto in risposta a 4'33" di Cage, dopo che Cardew aveva lavorato come assistente di Stockhausen. 
In Italia, uno dei più noti utilizzatori di questa tecnica è stato Sylvano Bussotti, le cui partiture sono spesso esposte come opere d'arte visiva da appassionati. 
Nel 1969, nel tentativo di promuovere il movimento della notazione astratta, John Cage e Allison Knowles pubblicarono un'antologia di estratti di partiture di 269 compositori, con l'intenzione di mostrare le molteplici direzioni in cui la notazione si sta muovendo.
Altri pionieri notevoli della notazione grafica includono compositori come Roman Haubenstock-Ramati, Mauricio Kagel, György Ligeti, Krzysztof Penderecki, Iannis Xenakis e Morton Feldman.

### Ventunesimo secolo
Nel 2008, Theresa Sauer ha curato un compendio che presenta partiture grafiche di compositori provenienti da oltre cinquanta paesi, dimostrando quanto sia diffusa questa pratica.
Oltre alla popolarità sempre maggiore della notazione grafica, le nuove tecnologie hanno ampliato le sue possibilità. Nel suo libro The Digital Score: Musicianship, Creativity, and Innovation, Craig Vear descrive come l'intelligenza artificiale e l'animazione possano essere utilizzate per migliorare l'esperienza delle partiture grafiche, affarmando che "lo sviluppo logico degli esperimenti con la notazione grafica della seconda metà del ventesimo secolo.Un elemento interessante di questi è che devono muoversi affinché possano essere letti; senza movimento, risultano incomprensibili".